# Spirit 101
A Spirit 101 egy Formula–1-es versenyautó, amellyel a Spirit csapat versenyzett az 1984-es, valamint az 1985-ös Formula–1 világbajnokságban. A csapat egy autót indított (egy verseny erejéig a 101C típusú variánssal), azt Mauro Baldi és Huub Rothengatter vezették, továbbá 1985-ben a 101D altípust csak Baldi.

## Áttekintés
Annak ellenére, hogy elvesztették a Honda-motorokat, melyek köré az egész csapatot létrehozták, a Spirit úgy döntött, hogy beneveznek 1984-ben is a bajnoki küzdelmekbe. Eredetileg a kétszeres világbajnok Emerson Fittipaldit és Fulvio Ballabiót szerették volna megnyerni pilótának. Fittipaldi azonban gyengének találta a konstrukciót és inkább elment az IndyCarba, Ballabio pedig nem kapott szuperlicenszet. Mauro Baldi megfelelő mennyiségű szponzori pénzt tudott hozni, hogy végül neki kínáljanak ülést, Stefan Johanssont viszont ugyanezen okból el kellett engedniük. Egy időben Jean-Louis Schlesser is esélyes lett volna a csapatnál, de a RAM csapatnak még tartozott, ezért nem engedték.

## Versenyben
A félkész autót először az 1983-as olasz nagydíjon mutatták be, ahol, állapotából kifolyólag, nem versenyzett.
Miután 1984-ben a Honda motorokat Hart erőforrásokra kellett cserélniük, a kasztnit kismértékben módosították és új oldaldobozokat kapott. Detroitban újabb motorral próbálkoztak: a Ford-Cosworth DFV szívómotorral, amelyhez az eredeti kivitelű autót használták. Rothengatter a kanadai nagydíjtól váltotta Baldit, aki az utolsó két versenyre visszatért. Rothengatter a holland nagydíjon, hazai közönség előtt, egy narancssárgára festett autóval indulhatott, a FISA engedélyével, miután az időmérő edzésen nem futott kvalifikációra alkalmas időt. A csapatot műszaki hibák is hátráltatták, de az autót sem volt elég erős ahhoz, hogy pontszerzésre alkalmas legyen.
Az autót továbbfejlesztették és 1985-ben 101D altípusként jelent meg a rajtrácson. Baldi három versenyen indult vele, mindhármon kiesett. Habár szó volt arról, hogy Allen Berg lesz a csapat versenyzője az idány hátralévő részében, erre már nem került sor, mert John Wickham, a csapat tulajdonosa elfogadta a Toleman ajánlatát, amely fizetett a csapat gumiabroncsaiért, a Spirit pedig cserébe visszalépett.

## Eredmények
(félkövérrel jelölve a pole pozíció; dőlt betűvel a leggyorsabb kör)
| Év   | Csapat                 | Kasztni | Motor             | Gumik | Pilóták           | 1   | 2   | 3   | 4   | 5   | 6   | 7   | 8   | 9   | 10  | 11  | 12  | 13  | 14  | 15  | 16  | Pontok | Helyezés |
| ---- | ---------------------- | ------- | ----------------- | ----- | ----------------- | --- | --- | --- | --- | --- | --- | --- | --- | --- | --- | --- | --- | --- | --- | --- | --- | ------ | -------- |
| 1984 | Spirit Racing          | 101     | Hart 415T         | P     |                   | BRA | RSA | BEL | SMR | FRA | MON | CAN | DET | DAL | GBR | GER | AUT | NED | ITA | EUR | POR | 0      | -        |
| 1984 | Spirit Racing          | 101     | Hart 415T         | P     | Mauro Baldi       | KI  | 8   | KI  | 8   | KI  | NK  |     |     |     |     |     |     |     |     | 8   | 15  | 0      | -        |
| 1984 | Spirit Racing          | 101     | Hart 415T         | P     | Huub Rothengatter |     |     |     |     |     |     | NR  |     | KI  | NR  | 9   | NR  | KI  | 8   |     |     | 0      | -        |
| 1984 | Spirit Racing          | 101C    | Ford-Cosworth DFV | P     | Huub Rothengatter |     |     |     |     |     |     |     | NK  |     |     |     |     |     |     |     |     | 0      | -        |
| 1985 | Spirit Enterprises Ltd | 101D    | Hart 415T         | P     |                   | BRA | POR | SMR | MON | CAN | DET | FRA | GBR | GER | AUT | NED | ITA | BEL | EUR | RSA | AUS | 0      | -        |
| 1985 | Spirit Enterprises Ltd | 101D    | Hart 415T         | P     | Mauro Baldi       | KI  | KI  | KI  |     |     |     |     |     |     |     |     |     |     |     |     |     | 0      | -        |

## Forráshivatkozások
1. ↑  Spirit 101D - ChicaneF1.com. www.chicanef1.com. (Hozzáférés: 2025. május 26.)
2. ↑  Spirit 101 • STATS F1. www.statsf1.com. (Hozzáférés: 2025. május 26.)